# Cristiano Migliorati
Cristiano Migliorati (Brescia, 25 de septiembre de 1968) es un expiloto de motociclismo italiano, que compitió en el Campeonato del Mundo de Motociclismo entre 1994 y 1997. Su mejor año fue en 1996 cuando acabó en decimocuarta posición de la clasificación general de la cilindrada de 250cc. Se proclamó vencedor del Campeonato Italiano de Supersport de 2004. Se retiró en 2010.

## Resultados en el Campeonato del Mundo
Sistema de puntuación de 1993 hasta 2022:
| Posición | 1.º | 2.º | 3.º | 4.º | 5.º | 6.º | 7.º | 8.º | 9.º | 10.º | 11.º | 12.º | 13.º | 14.º | 15.º |
| Puntos   | 25  | 20  | 16  | 13  | 11  | 10  | 9   | 8   | 7   | 6    | 5    | 4    | 3    | 2    | 1    |

### Carreras por año
| Año  | Categoría | Moto                 | 1      | 2       | 3       | 4       | 5      | 6       | 7       | 8       | 9       | 10      | 11      | 12      | 13     | 14      | 15      | Ptos. | Pos. |
| ---- | --------- | -------------------- | ------ | ------- | ------- | ------- | ------ | ------- | ------- | ------- | ------- | ------- | ------- | ------- | ------ | ------- | ------- | ----- | ---- |
| 1994 | 500cc     | Pedercini ROC-Yamaha | AUS 15 | MAL 20  | JPN 20  | ESP 12  | AUT 14 | GER Ret | NED Ret | ITA 12  | FRA 15  | GBR Ret | CZE 18  | USA 17  | ARG 16 | EUR 18  |         | 12    | 20.º |
| 1995 | 500cc     | Shell Harris-Yamaha  | AUS 14 | MAL 12  | JPN 18  | ESP 10  | GER 11 | ITA Ret | NED 17  | FRA Ret | GBR Ret | CZE Ret | BRA Ret | ARG 20  | EUR 16 |         |         | 17    | 21.º |
| 1996 | 250cc     | Honda                | MAL 13 | INA Ret | JPN Ret | ESP 13  | ITA 10 | FRA 9   | NED 11  | GER 9   | GBR 9   | AUT Ret | CZE 12  | IMO Ret | CAT 8  | BRA Ret | AUS Ret | 50    | 14.º |
| 1997 | 250cc     | Honda                | MAL 8  | JPN 22  | ESP NC  | ITA Ret | AUT 16 | FRA Ret | NED 13  | IMO 13  | GER 15  | BRA 11  | GBR Ret | CZE 9   | CAT 16 | INA 11  | AUS 13  | 35    | 15.º |

| Color     | Resultado                                                               |
| --------- | ----------------------------------------------------------------------- |
| Oro       | Ganador                                                                 |
| Plata     | 2.ª plaza                                                               |
| Bronce    | 3.ª plaza                                                               |
| Verde     | Finalizó en los puntos                                                  |
| Azul      | Finalizó sin puntos                                                     |
| Azul      | NC - No clasificado                                                     |
| Violeta   | Ret - No terminó (Carrera)                                              |
| Rojo      | DNQ - No se clasificó                                                   |
| Negro     | DSQ - Descalificado                                                     |
| Blanco    | DNS - No empezó (carrera)                                               |
| Blanco    | WD - Retirado (fin de semana)                                           |
| Blanco    | C - Carrera cancelada                                                   |
| Sin color | DNP - Inscrito pero no participó                                        |
| Sin color | INJ - Lesionado                                                         |
| Sin color | EX - Excluido                                                           |
| Estado    | Resultado                                                               |
| Negrita   | Pole position                                                           |
| Cursiva   | Vuelta rápida                                                           |
| †         | Abandona, pero clasifica al completar el porcentaje requerido para ello |